# Carles Salvador
Pour les articles homonymes, voir Salvador (homonymie).

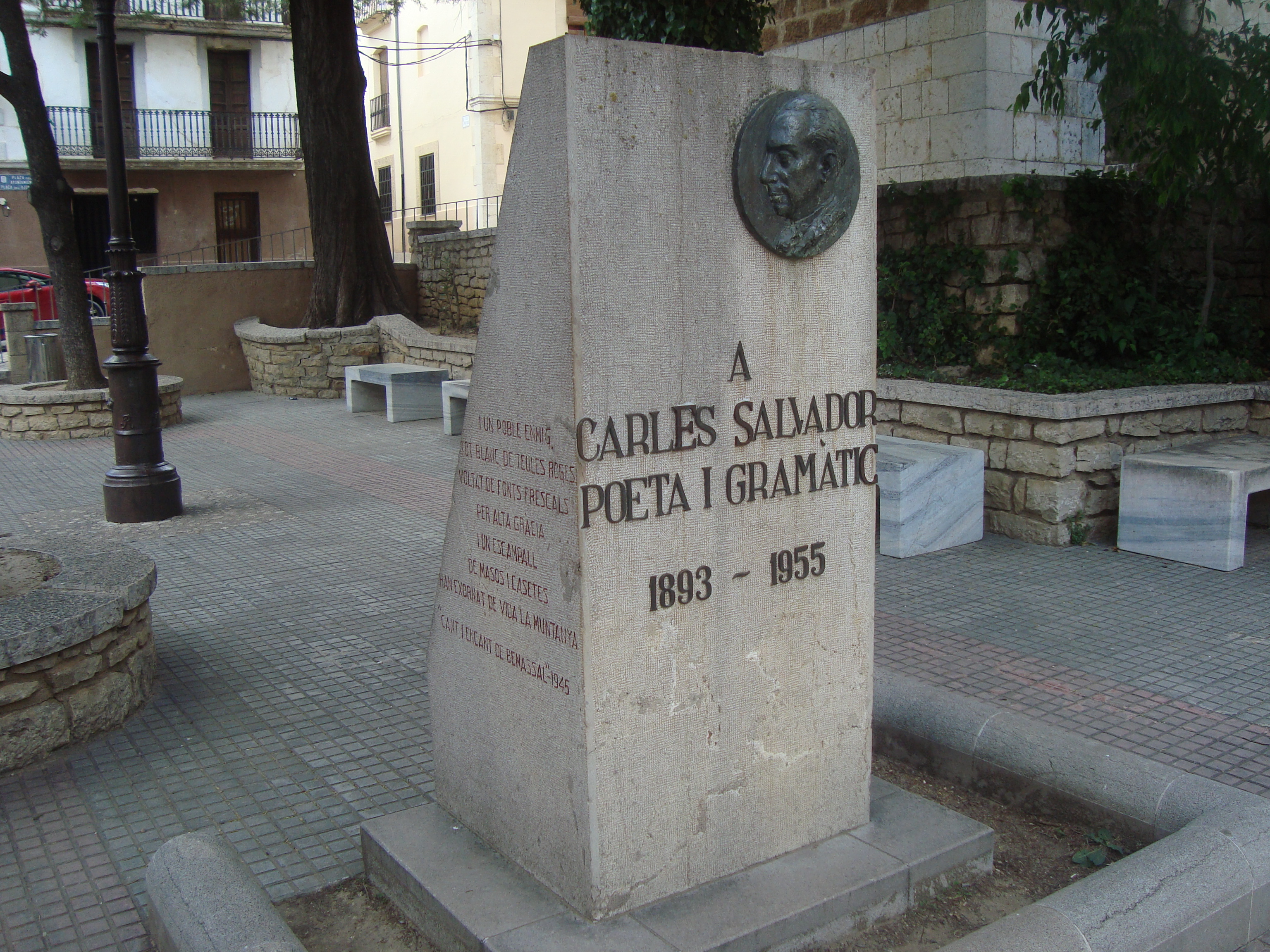
Monument del poble de Benassal al poeta Carles Salvador

Carles Salvador i Gimeno, né à Valence en 1897 et mort dans la même ville en 1955, est un grammairien et écrivain du Pays valencien, en Espagne.

## Biographie
Il travaille comme instituteur à Benassal. En 1919, il publie l'opuscule El valencià a les escoles et lance en 1921 le manifeste Pro Associació Protectora de l'Ensenyança Valenciana, en défense de l'éducation en valencien, sans rencontrer d'écho significatif.
Il est l'un des principaux promoteurs de la normalisation orthographique au Pays valencien. Il est nommé directeur du Centre de culture valencienne, où il fait son entrée avec le discours Qüestions de llenguatge (1935). Il publie ensuite divers petits traités de grammaire qui s'avèrent décisifs pour la conception de la grammaire de Pompeu Fabra appliquée à la région. Il participe également à la rédaction de Normes de Castellón, publiées en 1932. Il est collaborateur régulier de l'hebdomadaire valencianiste Avant.
Dans sa production poétique, on peut souligner Plàstic (1923), Rosa dels vents (1930) et, particulièrement El bes als llavis (1934). Il est également l'auteur de différentes œuvres en prose, notamment les romans La Dragomana dels déus (1920), Barbaflorida professor (1930) et El maniquí d'argila (1931), et les essais Elogi de la prosa (1928), Elogi del xiprer (1929), Elogi del camp (1930) et Elogi de la vagància (1937).
Après la guerre civile, sa poésie devient plus traditionnelle et austère, avec Nadal flor cordial (1943) et El fang i l'esperit (1951).
En 1951, il fonde au sein de Lo Rat Penat les cours de langue et littérature valencienne et publie Gramàtica valenciana.